# Verpleegkundige

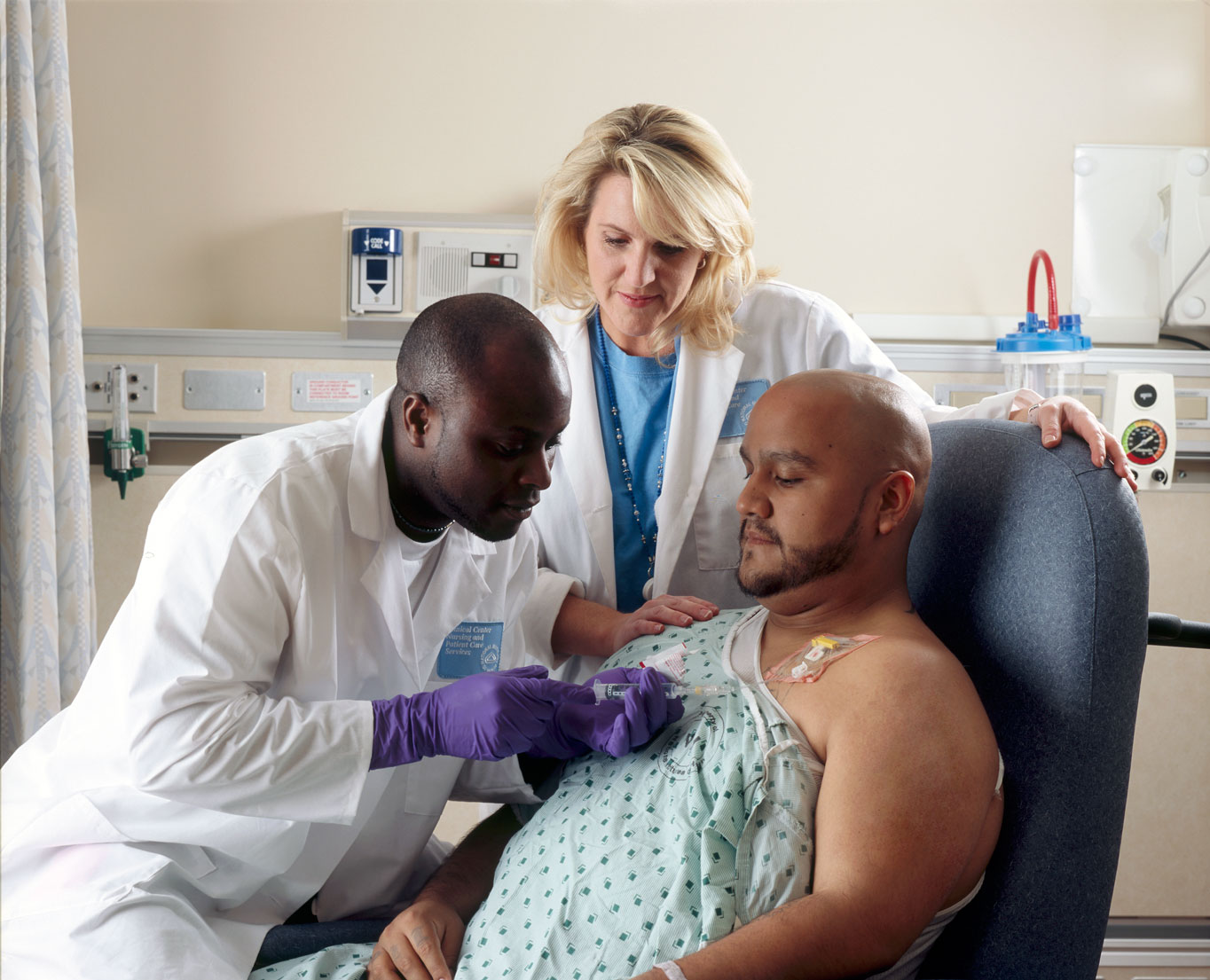
Verpleegkundigen aan het werk

Een verpleegkundige is opgeleid binnen de verpleegkunde en vanuit deze opleiding bevoegd tot het uitvoeren van verpleegkundige en voorbehouden handelingen, zoals in Nederland vastgelegd in de Wet op de beroepen in de individuele gezondheidszorg (Wet BIG) en in België in de Wet uitoefening gezondheidszorgberoepen. Een verpleegkundige kan zich tijdens of na een basisopleiding verder specialiseren in de zorg voor specifieke patiëntgroepen. De beroepstitel verpleegkundige is een in Nederland wettelijk beschermde titel.
Een verpleegkundige houdt zich bezig met het geven van verpleegkundige zorg. Hieronder valt ondersteuning bij of overname van de basiszorg van de patiënt, zoals persoonlijke verzorging en algemene dagelijkse levensverrichtingen als wassen, aankleden en verschonen, maar ook het geven van maaltijden, wondverzorging, observatie, rapportage en verdere gespecialiseerde zorg. Ook het begeleiden van patiënten is een taak van de verpleegkundige. Hierbij kan het gaan om de omgang van de patiënt met ziekte en behandeling en het bevorderen of aanleren van de zelfredzaamheid daarbij. Verpleegkundigen werken onder andere samen met verzorgenden en in sommige sectoren van de zorg ook met helpenden.
Verpleegkundige handelingen (NL), of technische-verpleegkundige verstrekkingen (BE), zijn bijvoorbeeld het inbrengen van een infuus, sonde of een katheter.

## Geschiedenis

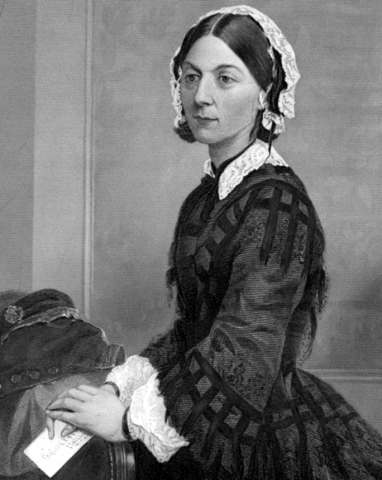
Florence Nightingale

Vrouwen werkzaam binnen de zorg gedurende de periode 1850-1966 werden verpleegster genoemd. De mannelijke variant is verpleger. De term duikt voor het eerst op in de negentiende eeuw. Tijdens deze periode neemt de medische wetenschap een grote vlucht. Tal van medische ontdekkingen worden gedaan. Hiermee groeit het aantal ziekenhuizen en de vraag naar personeel om voor de patiënten te zorgen. Door het réveil en de opkomst van de vrouwenemancipatie nam de belangstelling van vrouwen uit voornamelijk de middenklasse voor de zorg toe. De eerste opleidingen verschenen. Florence Nightingale speelde hierbij een belangrijke rol.
Er werden aan een verpleegster specifieke - voornamelijk "moederlijke" - eisen gesteld: zelfopoffering, dienstbaarheid, gehoorzaamheid, toewijding, onderdanigheid (in het ziekenhuis vooral aan de man in de rol van arts) en trouw. Het is het beeld van de verpleegster als de verlengde arm van de arts. De verpleegster voert uit wat de arts voorschrijft. Naar de patiënt toe had zij de rol van "moeder". Tijdens een nachtdienst bleef zij bijvoorbeeld op de ziekenzaal om te waken, midden tussen de patiënten.
Een van de belangrijkste kenmerken van een verpleegster is dat zij haar werk deed vanuit een roeping. Dit in tegenstelling tot de verpleegkundige die het werken in de zorg ziet als een professie met een eigen deskundigheidsgebied.
Omdat vroeger de zorg voor een groot deel in handen lag van religieuzen wordt een verpleegkundige nog steeds vaak aangesproken met zuster of broeder.

## Werkveld
Verpleegkundigen werken in ziekenhuizen, de geestelijke gezondheidszorg, revalidatiecentra, de gehandicaptenzorg, verpleeg- en verzorgingshuizen, privéklinieken, gevangenissen, de thuiszorg,in de openbare gezondheidszorg (OGZ) bij een GGD, bij defensie of als particulier. Daarnaast houden verpleegkundigen zich bezig met het uitvoeren van geneeskundige of psychologische behandelingen in opdracht van of onder toezicht van een arts of een klinisch psycholoog. Zij mogen zelf geen medische diagnoses stellen, maar kunnen vaak wel medische taken uitvoeren (volgens vastgestelde protocollen). Wel stelt een verpleegkundige een verpleegkundige diagnose. Dat is een diagnose die betrekking heeft op de gezondheidsproblemen van de patiënt en hoe die daarmee omgaat. Verpleegkundige interventies worden steeds meer gebaseerd op onderzoek. Naast beroepservaring zijn resultaten van onderzoek van groot belang.
Een belangrijk deel van het werk van verpleegkundigen bestaat ook uit het geven van informatie over gezondheid en leefstijl, ziekte en behandeling. Dit heet GVO (Gezondheidsvoorlichting- en Opvoeding) of Gezondheidspromotie.

## Opleiding

### Eerste niveau

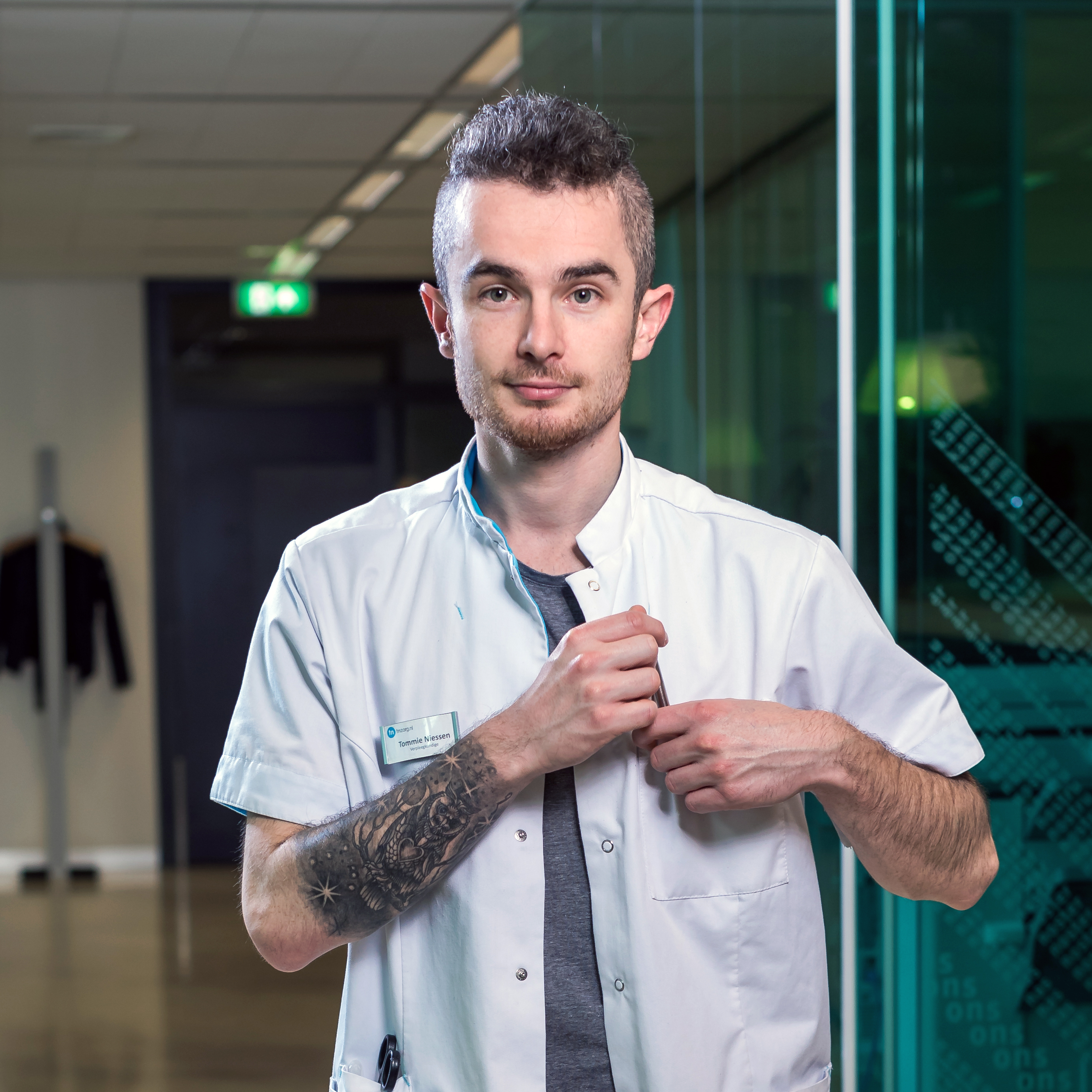
Tommie Niessen - Verpleegkundige

De opleidingen in Nederland en Vlaanderen lijken op elkaar. In beide landen is er sprake van twee niveaus verpleegkundigen. Het hoogste niveau wordt in Nederland vanaf 1996 niveau 5 (hbo) genoemd, maar vanaf 2016 wordt het NLQF systeem gehanteerd en is bachelor verpleegkunde ( hbov ) aan te duiden met niveau 6; in Vlaanderen bachelor in de verpleegkunde of het nog oudere A1-verpleegkundige. Ook spreekt men in Vlaanderen van gegradueerde verpleegkundige. Deze zijn in het bezit van een 4e graad en krijgen vervolgens het diploma "gegradueerde in de verpleegkunde". Die eerste is in dagelijkse praktijk de meest voorkomende benaming in Vlaanderen. Deze opleidingen, die worden gevolgd aan een hogeschool, hebben het internationale bachelor-niveau en kunnen leiden tot de internationaal gebruikelijke graad Bachelor of Nursing (BN). Deze verpleegkundigen worden opgeleid om breed inzetbaar (op generalistisch beroepsniveau) in de zorg te zijn. Meestal vervullen zij patiëntgerichte en zorg coördinerende taken. Na de bacheloropleiding is functie-uitoefening in onder andere de volgende expertise gebieden mogelijk:
- geriatrische verpleegkunde
- kinderverpleegkunde
- GGZ-verpleegkunde (voorheen "psychiatrische" verpleegkunde)
- sociaal verpleegkunde
- ziekenhuisverpleegkunde.

Na deze basisopleiding kan men zich ook voortgezet bekwamen in bijvoorbeeld hartbewaking, spoedeisende hulp, anesthesiemedewerker of operatieassistent. In Nederland is na deze bachelor(basis)opleiding een opleiding mogelijk in een van de vijf wettelijk erkende verpleegkundige specialisaties.
Basisonderdelen van de opleiding bachelor in de verpleegkunde in Vlaanderen (te studeren, ongeacht de specialisatie die men later kiest):
- Inleiding op de verpleegkunde
- Verpleegkundige theorieën, concepten en methoden
- Anatomie en fysiologie
- Embryologie en genetica
- Toegepast wetenschappelijk onderzoek en statistiek
- Verpleegkundige interventies (leer van de verschillende handelingen)
- Verpleegkundige diagnostiek
- Gezondheidspromotie (Gezondheidsvoorlichting- en opvoeding of GVO)
- Pathologie (ziekteleer per stelsel)
- Psychologie
- Psychosociale verpleegkundige diagnosen en interventies
- Relationele vaardigheden
- Filosofie
- Sociologie
- Ethiek
- Deontologie
- Omgangskunde

### Tweede niveau
Het tweede niveau verpleegkundeopleiding wordt in Nederland als niveau 4 (mbo+) beschouwd, waarbij men in het laatste leerjaar een specialisatie kan kiezen. In de jaren tot 1990 volgden verpleegkundigen gewoonlijk een zogenaamde inserviceopleiding bij een werkgever. Door middel van een leer-arbeidsovereenkomst werd een leerling-verpleegkundige zowel scholing als een arbeidscontract aangeboden. Omdat men bij aanvang van de opleiding koos voor een bepaalde werkgever, werden deze verpleegkundigen direct opgeleid in de ziekenhuiszorg (A-verpleegkundige), de psychiatrische zorg (B-verpleegkundige), of de gehandicaptenzorg (Z-verpleegkundige). Deze zelfde constructie bestaat anno 2022 in de vorm van de opleiding beroepsbegeleidende leerweg, alleen wordt men nu uitsluitend opgeleid tot algemeen verpleegkundige.
In Vlaanderen is het een studierichting in het hoger beroepsonderwijs. Na voltooiing van deze studierichting is men gediplomeerd verpleegkundige. De verouderde benaming A2-verpleegkundige wordt in Vlaanderen nog veel gebruikt. In het laatste jaar van de opleiding kan men een specialisatie volgen: verpleegkundige in het algemeen ziekenhuis, verpleegkundige binnen de psychiatrische gezondheidszorg, verpleegkundige binnen de geriatrie of verpleegkundige binnen de gehandicaptenzorg. Deze opleidingen zijn over het algemeen meer praktijk gericht, in Nederland leiden ze meestal tot specialisatie in één bepaalde richting van de zorg.

### Leerafdeling
Nederland was het eerste land ter wereld waar de zogenaamde leerafdeling rond 2010 haar intrede deed, nadat er al meerdere jaren een tekort aan stageplekken voor verpleegkundigen was. Op een leerafdeling, vaak in een algemeen of psychiatrisch ziekenhuis, werken voornamelijk leerlingen met een verpleegkundige als toezichthouder. Ook in België waren er na 2015 leerafdelingen in ontwikkeling.

## Specialisaties

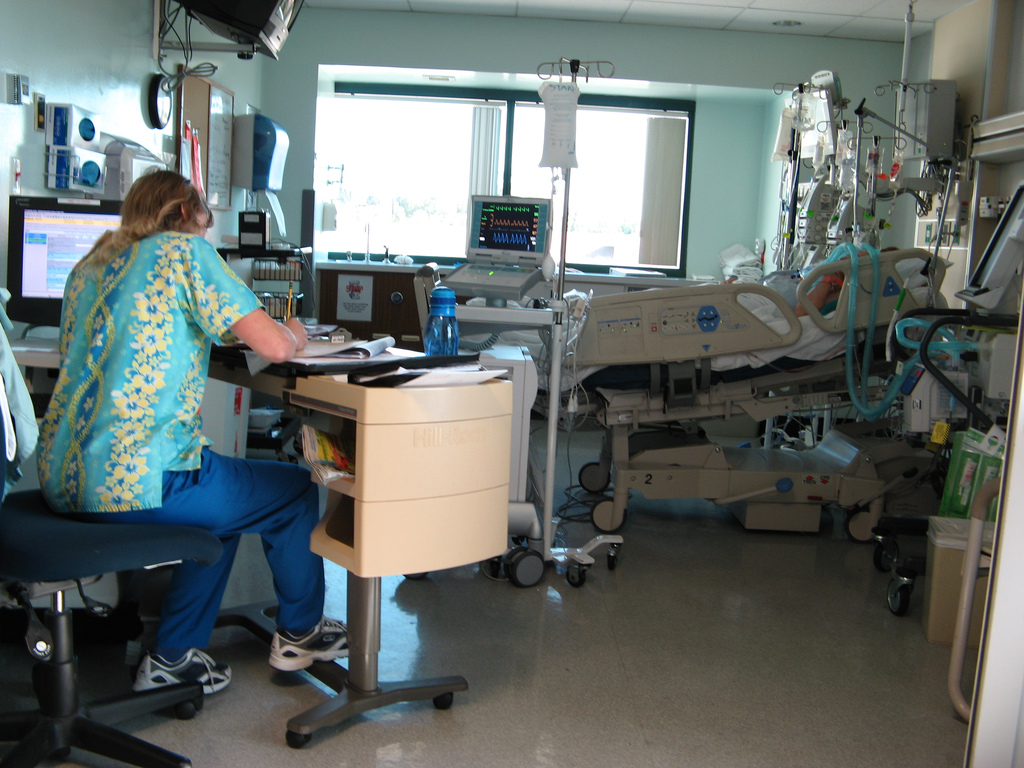
Intensievezorgverpleegkundige

Er zijn tientallen deelgebieden waarin een verpleegkundige zich door opleiding en ervaring kan specialiseren.

## Vervolgopleidingen

### Nederland
Dit gedeelte is verouderd, incompleet en niet meer correct. U wordt uitgenodigd om dit gedeelte aan te vullen.
In Nederland is er een groot aanbod aan vervolgopleidingen voor verpleegkundigen, dit wordt veelal gecombineerd met een werkplek en een daarbij behorend dienstverband. De duur van de opleiding waarbij men werkt en leert kan variëren tussen 12-28 maanden. Zowel onderwijsinstellingen als zorginstellingen kunnen dit aanbieden. Enkele voorbeelden van deze vervolgopleidingen, ook wel aantekening genoemd, zijn;
- kinderverpleegkundige
- oncologieverpleegkundige
- jeugdverpleegkundige
- intensive care verpleegkundige
- technisch thuiszorgverpleegkundige
- dialyse verpleegkundige
- psychiatrisch verpleegkundige
- obstetrie verpleegkundige
- operatieassistent
- anesthesiemedewerker

Verpleegkundigen met een afgerond hbo-bachelordiploma verpleegkunde (HBO-V) kunnen de tweejarige masteropleiding advanced nursing practice volgen aan een hogeschool tot verpleegkundig specialist (voorheen Nurse Practitioner of NP in het kort). Een verpleegkundig specialist is werkzaam binnen een specifiek medisch deskundigheidsgebied in bijvoorbeeld de GGZ, een kliniek of in een algemeen ziekenhuis. Een verpleegkundig specialist heeft meer bevoegdheden dan een verpleegkundige, maar werkt nog altijd in opdracht van een arts. Een verpleegkundige richt zich vooral op de gevolgen van een ziekte, een verpleegkundig specialist richt zich daarnaast ook op de ziekte zelf en gaat op zijn deskundigheidsgebied een behandelrelatie aan met de patiënt volgens de normen van de Wet op de geneeskundige behandelingsovereenkomst (WGBO).
Het verschil in wettelijke bevoegdheden tussen een verpleegkundige en een verpleegkundig specialist zit met name in de bevoegdheid tot het zelfstandig aangaan van een behandelrelatie en het indiceren en uitvoeren van voorbehouden handelingen.
Op dit moment geldt dus nog formeel dat verpleegkundigen voorbehouden handelingen alleen in opdracht van een arts mogen verrichten. De nurse practitioner verleent verpleegkundige zorg op expertniveau.
Tevens kan de universitaire master Verplegingswetenschappen gevolgd worden. Deze master richt zich op wetenschappelijk onderzoek in de verpleegkunde.

### Vlaanderen
In Vlaanderen zijn vele specialisaties en vervolgopleidingen te volgen als bachelor na bachelor. Er kan een specialisatie in de verpleegkunde gevolgd worden na het basisdiploma bachelor in de verpleegkunde, zoals geriatrische verpleging, neonatologie, oncologie, intensieve zorgen en spoedgevallenzorg en psychiatrische verpleging. Men kan ook verder studeren tot master in de verpleegkunde en vroedkunde.
Een academische opleiding in de verplegingswetenschappen (Master of Science Verplegingswetenschap) of in de ziekenhuiswetenschappen sluit ook aan bij het basisdiploma bachelor in de verpleegkunde. Een academicus die vanuit een verpleegkundige wetenschappelijke invalshoek onderzoek kan doen en beleidsfuncties kan uitvoeren. Ook de didactiek van opleiding voor verpleegkundigen komt hier aan bod. De verplegingswetenschapper speelt een belangrijke rol bij de ontwikkeling van evidence-based practice.

## Organisaties

### Nederland
De verpleegkundige beroepsgroep is verenigd in de organisatie Verpleegkundigen & Verzorgenden Nederland (V&VN). Deze ontstond in 2006 uit de 'Algemene Vergadering Verpleegkundigen en Verzorgenden'. Onderdeel van deze organisatie zijn platforms waarin gespecialiseerd verpleegkundigen elkaar vinden. V&VN is tevens het nationale platform voor de verpleegkundige en verzorgende adviesraden. 
Het 'Landelijk Expertisecentrum Verpleging & Verzorging' (LEVV) dat zich voornamelijk richtte op deskundigheidsbevordering door voorlichting en informatievoorziening van instellingen en individuele zorgverleners fuseerde in 2011 met de beroepsorganisatie voor gezinsverzorgenden/thuiszorg 'Sting' en V&VN. De drie organisaties gingen verder onder de naam V&VN.
Verpleegkundigen zijn verder georganiseerd in de vakbonden FNV Zorg & Welzijn, NU'91 en CNV Publieke Zaak.

### Vlaanderen
In Vlaanderen is er NETWERK VERPLEEGKUNDE vzw. Tot 2022 was deze organisatie gekend als het Nationaal Verbond van Katholieke Vlaamse Verpleegkundigen en Vroedvrouwen (NVKVV). Het is een brede beroepsorganisatie voor alle verpleegkundigen.

## Internationale samenwerking
39 opleidingen uit 18 Europese landen zijn een samenwerkingsverband aangegaan in een netwerk. Dit netwerk heet het Florence Network. Nederlandse en Belgische bacheloropleidingen verpleegkunde maken er deel van uit:
- In Nederland: De Haagse Hogeschool Den Haag - Hanze Hogeschool Groningen - NHL Hogeschool Leeuwarden
- In België: Odisee (Aalst, Brussel en Sint-Niklaas) - Katholieke Hogeschool Leuven

## Opsomming van verpleegtechnische handelingen
Sondevoeding toedienen, verzorgen maagsonde, verzorgen stoma, verzorgen blaaskatheter, verzorgen suprapubische katheter, medicijnen uitzetten/registreren/toedienen, injecteren (intramusculair, intracutaan, subcutaan, intraveneus), perifeer infuus inbrengen, lavementen toedienen, oplossingen en verdunningen maken, tracheacanule verzorgen, tracheastoma verzorgen, uitzuigen (aspireren) van de keel, de mondholte en de onderste luchtwegen (bronchiaal toilet), zuurstof toedienen, aerosol toedienen, bloed en bloedproducten toedienen, wondverzorging, hechtingen verwijderen, tampons verwijderen, wonddrains verwijderen, lichaamstemperatuur regelen, parenteraal vloeistoffen toedienen, katheteriseren van de blaas, maagsonde inbrengen, een ECG afnemen en interpreteren, observatie van personen met continue monitoring, toezicht houden op spuitpompen, orgaanspoelingen uitvoeren, venapunctie, hielprik, monsters verzamelen, reanimeren.
In België (Vlaanderen) zijn de verpleegkundige handelingen ondergebracht in drie verschillende categorieën:
- A-handelingen: omvatten vooral de observaties van de patiënt op fysisch, psychisch, sociaal vlak die bijdragen tot het stellen van een medische diagnose door de arts of verpleegkundige diagnosen door de verpleegkundige, alsook het onder zijn hoede nemen van gezonde en/of zieke personen en handelingen verrichten die bijdragen tot het behoud, de verbetering of het herstel van de gezondheid.
- B-handelingen:
  - B1-handelingen: verpleegkundige handelingen die zonder voorschrift van de arts mogen uitgevoerd worden.
  - B2-handelingen: verpleegkundige handelingen die alleen op voorschrift van de arts mogen worden uitgevoerd, afhankelijk van de medische diagnose en behandeling, bijvoorbeeld start intraveneuze antibioticakuur.
- C-handelingen: toevertrouwde medische handelingen bv. het toedienen van cytostatica.

Afhankelijk van de specialisatie van de verpleegkundige kunnen bepaalde handelingen van categorie veranderen (bijvoorbeeld: bij een verpleegkundige met een specialisatieopleiding in de spoedgevallen en intensieve zorgen wordt handeling 'cardiopulmonaire resuscitatie met invasieve middelen' (endotracheale intubatie, manuele defibrillatie, pleurale punctie bij spanningspneumothorax, ...) die normaal een B2-handeling is, een B1-handeling waardoor ze zelfstandig mogen beslissen deze handelingen uit te voeren.

## Recht

### In Nederland
In Nederland is verpleegkundige een bij wet beschermde beroepstitel en mag als zodanig alleen worden gebruikt door mensen die een erkende opleiding hebben genoten. Verpleegkundigen zijn geregistreerd in het BIG-register. Zij vallen onder het tuchtrecht en kunnen ter verantwoording worden geroepen voor het tuchtcollege. De handelingen die alleen voorbehouden zijn aan verpleegkundigen (en andere beroepsgroepen in de gezondheidszorg) zijn beschreven in de Wet BIG.
Twee andere wetten belangrijk binnen de verpleegkundige zorgverlening is de Wet op de geneeskundige behandelingsovereenkomst (WGBO) en de Wet klachtrecht cliënten zorgsector (WKCZ).

#### Herregistratie en BIG II
In Nederland zijn verpleegkundigen sinds 2009 verplicht om zich vijfjaarlijks te herregistreren in het BIG-register. Voor de herregistratie is een minimaal aantal arbeidsuren nodig, de werkervaringseis, waarbij een landelijk examen moet worden afgelegd indien men niet aan deze urennorm komt. Bij de ingang van de verplichting op 1 januari 2009 kregen verpleegkundigen tot 1 januari 2014 om zich te kwalificeren voor deze normen. In 2014 bleek dat de herregistratie voor verschillende verpleegkundigen problemen gaf, en daarnaast ook had gezorgd voor een afname van 35% van geregistreerde verpleegkundigen. In 2018 werd duidelijk dat ook de herregistratie van herintreders problemen gaf, waarbij de klachten met name over de kosten, de verouderde lesstof en de onduidelijke inhoud van de toets voor herregistratie gingen.
In 2017 werd de BIG II aangekondigd en in 2019 werd door minister Bruno Bruins (Medische Zorg en Sport) en de beroepsvereniging V&VN een overgangsregeling gepubliceerd. Deze aangepaste wet heeft deskundigheidsbevordering van de beroepsgroep als doel, en alleen de hbo-opgeleide verpleegkundigen die vanaf 2012 hun opleiding hebben afgerond, kunnen zich definitief als 'regieverpleegkundige' laten registreren in het BIG-register. De term regieverpleegkundige is een nieuwe titel, waarmee wordt verwezen naar een eindverantwoordelijk verpleegkundige, en komt naast de huidige beroepstitel van verpleegkundige. Overige hbo'ers, mbo'ers, en inservice-opgeleiden met een specifieke aanvullende opleiding komen onder een overgangsregeling te vallen. Deze aankondiging zorgde voor veel onrust bij de beroepsgroep.
Tijdens de coronapandemie in Nederland werd in maart 2020 de verplichte herregistratie, alsook de invoering van de nieuwe Wet BIG II, uitgesteld. In april 2020 werd besloten dat verpleegkundigen en artsen van wie de registratie in 2018 was verlopen, opnieuw aan de slag mochten in de zorg, mits zij nog voldoende vaardig zijn. In 2022 werd deze uitzondering herzien, en vanaf 1 augustus 2022 kwam dit "kader inzet voormalig zorgpersoneel" te vervallen.

### In België
In België (Vlaanderen) is het gebruik van de titel beschermd door de wet van 15 november 1946 tot de bescherming van de titels van verpleger en verpleegster. Wie na de afkondiging van deze wet van 15 november 1946 de titel van verpleger of verpleegster wilde gebruiken, was verplicht om eerst een opleiding tot verpleegkundige te volgen.
Wat in Nederland onder de benaming van verpleegtechnische handelingen bekend is, wordt in Vlaanderen technische verpleegkundige verstrekkingen en toevertrouwde handelingen genoemd. Personen die geen opleiding tot verpleegkundige hadden gevolgd maar wel technische verpleegkundige verstrekkingen en/of toevertrouwde handelingen verrichtten, waren toen nog niet strafbaar bij wet.
De wet van 20 december 1974 betreffende de uitoefening van de verpleegkunde bracht hier verandering in. Deze wet regelde onder andere de professionele relatie tussen de artsen en de verpleegkundigen. Maar wat nog belangrijker was, was dat deze wet ook bepaalde dat er bij Koninklijk Besluit een lijst van technische verpleegkundige verstrekkingen en toevertrouwde handelingen zou vastgesteld worden
Deze lijst is uiteindelijk vastgesteld in het Koninklijk Besluit van 18 juni 1990 houdende vaststelling van de lijst van de technische verpleegkundige verstrekkingen en de lijst van de handelingen die door een arts aan beoefenaars van de verpleegkunde kunnen worden toevertrouwd, alsmede de wijze van uitvoering van die verstrekkingen en handelingen en de kwalificatievereisten waaraan de beoefenaars van de verpleegkunde moeten voldoen.
De bepalingen van de wet van 20 december 1974 betreffende de uitoefening van de verpleegkunde zijn naderhand door de Belgische wetgever opgenomen geweest in het Koninklijk Besluit nr. 78 van 10 november 1967 betreffende de uitoefening van de gezondheidszorgberoepen.
In België is het Koninklijk Besluit nr. 78 van 10 november 1967, samen met het voornoemd Koninklijk Besluit van 18 juni 1990, de voornaamste wetgeving die een verpleegkundige bij het beoefenen van zijn of haar beroep moet respecteren.
Lijst van verpleegkundige specialisaties · portaal · afbeeldingen